# Зулумай
Зулумай — село в Зиминском районе Иркутской области России. Административный центр Зулумайского муниципального образования.

## География
Находится примерно в 54 км к юго-западу от районного центра.

## Население
| 2002 | 2010 | 2011 | 2012 |
| ---- | ---- | ---- | ---- |
| 428  | ↘302 | →302 | ↘296 |

По данным Всероссийской переписи, в 2010 году в селе проживали 302 человека (147 мужчин и 155 женщин).